# 花園大学応援団暴行死事件
花園大学応援団暴行死事件（はなぞのだいがくおうえんだんぼうこうしじけん）は、1983年（昭和58年）に花園大学の応援団で起きた団員暴行死事件。

## 事件

### 背景
花園大学応援団は設立当初から団員の練習に熱意が無かったり成果が上がらなかったり上級生の指示が守られなければ、上級生が下級生に気合を入れるなどと称して練習時や集合時に竹刀や拳で殴打することにしており、これは伝統で慣習となっていた。
大学側は応援団内部で日常的に暴力が行われているということを承知していた。1983年6月に大学側は応援団幹部には退部の自由を認めるように善処することを求めていた。だが応援団幹部は殴ることも練習であるとして、大学側の求めに応じていなかった。

### 事件の起きた合宿
1983年（昭和58年）8月27日から、花園大学応援団は三重県度会郡の旅館で合宿を行った。同日午後5時に旅館の風呂に入った際に、上級生が後に死亡することとなる下級生の団員に、風呂が熱いため水で温度を下げるように指示をしたが、この下級生はこれを無視した。またこの下級生は平素から指示をされているのにタオルを風呂の湯で洗うという間違いをした。このため上級生に熱湯をかけられた。同日午後11時頃に上級生の1人に吐き気がすることを訴えていた。
この合宿では被告となる複数の応援団員は気合を入れる等と称し、暴行を加えることが共謀されていた。翌日（8月28日）午前10時から午後5時まで二見浦公園や二見浦海水浴場で練習が行われ、複数の応援団員は下級生に多数回にわたり竹刀や拳で殴打していた。さらにその翌日（8月29日）には右二見浦海水浴場砂浜で練習が行われ、複数の応援団員が竹刀や拳で殴打していた。この時に殴打された大学1年生であった1人は障害を負い、これが原因で9月6日に市立伊勢総合病院で死亡した。

## 裁判

### 大学側の主張
裁判では大学側は大学には責任が無いと主張した。学園紛争以降、学友会はいずれのクラブに対しても大学側は運営に干渉してはならない旨を申し入れていた。大学側と応援団には組織的なつながりは無く、応援団に関する苦情が持ち込まれた場合、そのつど学生課が適切な監督や指導を行ってきたが、苦情はいずれも新入部員の勧誘に関するもので、暴力に関するものは死亡した団員からも含めて一切無かった。事件が発生した合宿は大学構内ではなく、合宿をすることには大学には何の届けもしておらず、大学は事件が発生することを関知することは全く不可能であったなどと大学側は弁明した。
また、「死亡した団員にも不注意はある。花園大学応援団は上下関係が厳しく、上級生から下級生に実質的な暴力が加えられるというのは常識で、一般の花園大学の大学生もこのことを知り尽くしている。死亡した大学生もこのことを承知して入団して、死亡するまで毎日のように気合を入れられ、暴行を受けることを容認してきている。このことから被害者にも過失はある。死亡した合宿は通常よりも特段に厳しかったという事実は無い。死亡した団員は体調が悪いならば合宿に参加しなければよく、参加しても体調が悪いことを上級生に訴えればよかったのにそれをしなかった。死亡した団員は自己の体調を考えず漫然と合宿に参加して、体調が悪いことを訴えなかった不注意があった」などと主張している。

### 判決
1985年の京都地方裁判所の判決では、大学側の責任が認められる。死亡した団員と大学との間には、4月の入学した時点で在学契約が成立し、この在学契約には受講時だけでなく、大学が公認する団体で大学生の生命や身体に危険が生じる恐れがある場合には万全の注意を払う安全配慮義務がある。応援団においては、気合を入れると称して暴行を加える伝統や慣習が存在して、これにより学生の生命が危険に陥る状況が存在することを熟知していたものの、この伝統や慣習を排除することなく黙認していたことは、大学が安全配慮義務を懈怠する重大な不作為である。このため大学には安全配慮義務違反に基づく債務不履行ないし不法行為責任があるとされた。
1992年10月6日、最高裁判所は下級審の判決を支持して、この事件では大学に責任があったことが確定する。学校のクラブ活動で発生した事件で学校側の使用者責任が最高裁判所に認められたのは珍しい判決であった。最高裁判所の裁判長は、大学の執行部や教授会には、応援団に対して暴力を辞めるように強く要請や指示をしたり、部室の明け渡しや懲罰などの処分をするなどの措置を取る義務があったとした。